# Razafimandimbisonia regalis
Razafimandimbisonia regalis är en måreväxtart som först beskrevs av Christian Puff och Elmar Robbrecht, och fick sitt nu gällande namn av Kainul. och Birgitta Bremer. Razafimandimbisonia regalis ingår i släktet Razafimandimbisonia och familjen måreväxter. Inga underarter finns listade i Catalogue of Life.